# Пигулевская, Нина Викторовна
Ни́на Ви́кторовна Пигуле́вская (урожд. Стебни́цкая; 1 (13) января 1894, Санкт-Петербург — 17 февраля 1970, Ленинград) — советский историк, специалист по истории стран Ближнего и Среднего Востока и Византии в раннее Средневековье, член-корреспондент АН СССР (1946).

## Биография
Родилась 1 (13) января 1894 года в Санкт-Петербурге в дворянской семье. Хотя предки Н. В. Стебницкой получили дворянское достоинство в Венгрии в 1482 году, сам дворянский род Стебницких, герба Пржестржал, имеет польские корни и внесён в I часть родословной книги Волынской губернии. Одна из ветвей рода в 1723 г. поселилась в Юго-Западном крае. Дед Нины Викторовны — Иероним Иванович Стебницкий, известный учёный-геодезист.
В 1918 году окончила Бестужевские курсы, в 1922 году — аспирантуру Восточного факультета Петроградского университета. В 1921—1928 годах работала в Публичной библиотеке Ленинграда.
В декабре 1928 года была арестована по делу «Воскресения», 22 июля 1929 года приговорена к 5 годам лагерей. Отбывала заключение в СЛОНе — Соловецком лагере особого назначения, в 1931 году по болезни была освобождена из лагеря и направлена в ссылку в Архангельск на оставшийся срок.
С 1938 работала в Институте востоковедения АН СССР; в 1939—1941, 1944—1951 одновременно преподавала в ЛГУ. Основные труды по исследованию сирийских исторических и литературных памятников, по проблемам генезиса феодализма, социально-экономического и культурного развития Сирии, Аравии, Ирана, Византии в Средние века. Член французского Азиатского общества (с 1960), вице-президент российского Палестинского общества и ответственный редактор «Палестинского сборника» (с 1952).
Похоронена на Серафимовском кладбище
Муж — Георгий Васильевич Пигулевский (1888—1964), химик-органик, биохимик растений, доктор химических наук, профессор, крупный специалист в области химии терпеноидов.

## Награды
Была награждена орденом Трудового Красного Знамени, двумя орденами «Знак Почёта», а также медалями.

## Основные работы
- Месопотамия на рубеже V-VI вв. н. э. Сирийская хроника Иешу Стилита как исторический источник / Отв. ред. акад. И. Ю. Крачковский. — Труды института востоковедения. — М.‒ Л.: Издательство Академии наук СССР, 1940. — Т. XXXI. — 176 с.
- Сирийские источники по истории народов СССР / Отв. ред. аккад. В. В. Струве. — М.‒ Л.: Издательство Академии наук СССР, 1941. — 170 с.
- Византия и Иран на рубеже VI и VII вв., М.‒ Л., 1946;
- Византия на путях в Индию, М.‒ Л., 1951;
- Города Ирана в раннее средневековье, М.‒ Л., 1956;
- Арабы у границ Византии и Ирана в IV‒VI вв., М.‒ Л., 1964;
- Византия и Восток // Палестинский сборник в. 23, Л., 1971;
- Ближний Восток, Византия, славяне. Л., 1976;
- Культура сирийцев в средние века. / Ответственный редактор И. М. Дьяконов — М., 1979.
- Сирийская средневековая историография: исследования и переводы / Сост. Е. Н. Мещерская. — 2-е изд., исправ. и доп. — СПб.: Дмитрий Буланин, 2011. — 832 с. — ISBN 978-5-86007-679-2.